# مارچلا روونا
مارچلا روونا (ایتالیایی: Marcella Rovena؛ ‏ ۲۲ ژانویهٔ ۱۹۰۵ – ۶ اکتبر ۱۹۹۱) با نام خانوادگی اصلی رووینا بازیگر و صداپیشه اهل ایتالیا بود.
از فیلم‌هایی که وی در آن نقش داشته است، می‌توان به جاده، شکار روباه، یوزپلنگ، آفرین پسر!، احساس، شوهران جوان، نشان ونوس، شب‌های روشن، اروپا ۵۱، سه داستان ممنوعه، ساحل، شش همسر باربابلو، ساخت ایتالیا، ملاقات، مردی برای سوزاندن، گذرنامه سرخ و دبیرستان اشاره کرد.